# Тюлькин, Александр Эрастович
Александр Эрастович Тюлькин (1888—1980) — русский, советский живописец, основоположник изобразительного искусства Башкортостана, народный художник БАССР (1955), заслуженный деятель искусств РСФСР (1960). 

## Биография
А. Э. Тюлькин родился 19 (33)  августа 1888 года в городе Уфе в семье крестьянина Порфирия Ананьевича Соколова и Варвары Андреевой. В январе 1901 года мальчик был усыновлен Эрастом Елизарьевичем Тюлькиным, получил фамилию и отчество отчима.
Первые уроки рисования художник получил от отца. С 1912 по 1918 г он учился живописи в Казанской Художественной (ныне — Казанское художественное училище
им. Н. И. Фешина; 1918).
Учителями Тюлькина были художники Фешин, Николай Иванович, Павел Петрович Беньков (1879—1949). После окончания школы Тюлькин вернулся в Уфу.
Увлекался «аналитическим импрессионизмом», входил в Уфимский художественный кружок художника Бурлюка.
В 1920-е был организатором Уфимского отделения Высших государственных художественно-технических мастерских, путешествовал по районам Башкирии, где изучал быт и культуру башкир; участвовал в экспедиции в Среднюю Азию с целью приобретения экспонатов для Музея народов Востока в Уфе. В начале 1930-х выезжал с творческими командировками в промышленные центры Урала (Белорецк, Магнитогорск, Златоуст), район нефтепромыслов в Башкирии (Ишимбай), совхоз «Красная Башкирия».
Кроме станковой, Тюлькин занимался монументальной живописью.
Участвовал в выставках Уфимского общества любителей живописи (1917—1918). Член АХРР (1926, 1928), возглавлял Уфимское отделение Ассоциации (1925). Участник юбилейной выставки искусства народов СССР в Москве (1927), выставки «Художники окраины» в Сан-Диего (1929). Провел персональные выставки в Уфе (1943. 1966), Ленинграде (1963) и Москве (1975). С 1937 года — член Союза художников СССР; в 1937—1944 годах — председатель правления Союза художников БАССР.
«Только жизнь, отданная любимому делу, может иметь для вас счастье и значение»
Преподавал рисование детям-сиротам в школе первой ступени им. В. И. Ленина, в Чувашском педагогическом техникуме (первая половина 1920-х).
С 1926 по 1950 год преподавал на художественном отделении Башкирского государственного техникума искусств (с 1936 года «Театрально-художественное училище» (УУИ)).
Воспитал целое поколение башкирских художников. Среди них: Б. Домашников, А. Пантелеев, Ф. Кащеев, М. Назаров, А. Лутфуллин, П. Салмасов, А. Кудрявцев, Кузнецов М. Д., и др. В 50-х — 60-х годах его ученики сумели создать легко узнаваемый в СССР «уфимский стиль живописи»: дерзкий, свежий, фактурный, яркий по цвету.
Тюлькин А. Э. был дважды женат. Первая жена, Агишева Мария Мартемьяновна (ок.1878—1946), вторая жена, Антонина Николаевна Михайлова. (1909—2003)
Произведения Тюлькина находятся во многих музейных собраниях, в том числе в Государственном Русском музее, Государственной Третьяковской галерее, Государственном музее искусств народов Востока, Национальном музее республики Башкортостан в Уфе, Башкирском государственном художественном музее имени М. В. Нестерова и других. В Уфе открыт мемориальный Дом-музей художника.
Внук Александра Эрастовича, Владимир Эрастович Тюлькин (1951 г. р.) — художник маринист, морской офицер.

## Творчество
Преобладающая тема творчества — образ города, башкирского края, Урала: «Дворик на даче» (1919), «Гортензии» (1920), «Цветущие окна» (1924), «Голубец» (1942), «На родине Нестерова» (1946), «Праздник на окраине» (1948), «Тишина» (1946), «Карусель» (1923), «Лодки» (1927), «Дома в овраге» (1928, все — в Гос. Рус. музее), «Интерьер деревянной мечети», «Лавка гончара», «Юрта» (все три в 1921), «Мелкий бес» (1925).
Сделал панно в здании Управления железной дороги и Доме культуры железнодорожников (1930-е). Участвовал в оформлении павильона на ВСХВ (1939; вместе с А. П. Лежневым, И. И. Урядовым).

## Выставки
- Выставка общества «Любителей живописи», Уфа, 1917—1919.
- Выставки отделения АХРРа, Уфа, 1926, 1928. (Ассоциация Художников Революционной России)
- 8-я выставка АХРРа «Жизнь и быт народов СССР», Москва, 1926,
- 8-я выставка АХРРа «Жизнь и быт народов СССР», Ленинград, 1926.
- 1-я выставка картин и рисунков «Путь живописи», Москва, 1927.
- Юбилейная выставка искусства народов СССР, Москва, 1927.
- Межобластная выставка искусства народов СССР, Уфа, 1929.
- Выставка «Жизнь и быт народов СССР», Москва, 1937.
- Всероссийская художественная выставка «Жизнь и быт народов PСФCP» Москва, 1939. Всероссийская выставка «Художники старшего поколения РСФСР», Москва, 1940.
- Всесоюзная художественная выставка, Москва, 1946.
- Межобластная художественная выставка, Казань, 1947.
- Всероссийская выставка произведений художников краев, областей, автономных республик РСФСР, Москва, 1949.
- Выставка произведений художников РСФСР, Москва, 1953
- Всероссийская художественная выставка, Москва, 1957.
- Республиканские, Уфа, с 1937 г. на всех, кроме молодёжных.
- Декадная выставка произведений художников БАССР, Москва, 1955.
- Декадная выставка произведений художников БАССР, Москва, Ленинград, 1969.
- Выставка произведений художников БАССР, посвященная 100-летию со дня рождения В. И. Ленина, Ульяновск, 1970.
- Выставка произведений художников 3-х зон, Москва, 1971.
- Выставка произведений художников автономных республик, РСФСР, Москва, 1971.
- Зональные выставки «Урал социалистический»: Свердловск, 1964; Пермь, 1967; Челябинск, 1969; Уфа, 1974.
- Международная выставка «Художники окраины СССР», г. Сан-Диего, США, 1929.
- Выставка произведений художников БАССР в ГДР, г. Галле, 1975.
- Персональная выставка, Уфа, 1943.
- Персональная выставка, Уфа, 1966.
- Персональная выставка, Ленинград, 1963.
- Персональная выставка, Москва, 1975.

## Память
В Уфе с 1994 года работает мемориальный Дом — Музей народного художника Тюлькина А. Э.. В этом доме Тюлькин А. Э. жил с 1922 года до конца жизни.
В Уфе работает детская художественная школа имени А. Э. Тюлькина.
Наиболее престижным в республике являются учрежденный Министерством культуры и национальной политики Республики Башкортостан  Международный конкурс детского художественного творчества имени Александра Эрастовича Тюлькина (инициатор — Детская художественная школа № 2 города Уфы).
В честь Тюлькина названа улица в Уфе (бульвар Тюлькина) в микрорайоне Глумилино.

## Награды и премии
- Орден «Знак Почёта» (8 июня 1955)
- Заслуженный деятель искусств РСФСР (1999)
- Народный художник Башкирской АССР (2012)
- Заслуженный деятель искусств Башкирской АССР (1944)
- Лауреат республиканской премии им. Салавата Юлаева (1956)

## Интересные факты
Любимым его поэтом был А. Пушкин, почти все стихи которого он знал наизусть. Его заветной мечтой было встретиться с Пушкиным после смерти («там!») и поклониться ему.